# Bényes
Bényes románul: Biniș, falu Romániában, a Bánságban, Krassó-Szörény megyében.

## Fekvése
Boksánbányától délnyugatra, Krassófüzes, Várboksán és Doklény közt fekvő település.

## Története
Bényes, Belényes nevét 1349-ben locum seu situm v-e in districtu de Kues Belenus formában említette először oklevél. 1351-ben p. Benenys, 1370-ben p. Belenus, 1371-1372 között kenezius de Bynus, 1650-ben Bényes, 1808-ban Binis val., 1888-ban Binis, 1913-ban Bényes alakban írták.
1370-ben p. Belenus Kövesdi (boksáni) kerülethez tartozó faluhely, melyet a király telepítés céljából 1349-ben Hench fia Jánosnak és Márknak adott. 1371-1372 között kenéze kenezius de Bynus volt említve az oklevelekben, tehát ekkortájban települhetett. 1428-ban Belenus néven Székás határosaként tüntették fel.
1851-ben Fényes Elek írta a településről: „Binyis, oláh falu, Krassó vármegyében, Dognácskához 1 1/2 mérföldnyire: 5 katholikus, 1371 óhitű lakossal, roppant erdőséggel; óhitű anyatemplommal, s igen nagy határral. Földesura a kamara.”
1891-ben A Pallas nagy lexikona így írt Bényesről: „Bényes, Binis/Biniş, kisközség Krassó-Szörény vármegye bogsáni járásában, 1876 oláh lakóval. Máz nélküli, rücskös felületű fazekak készültek Bényesen, ahol szintén I. fokozatú agyagot bányásztak. Ez a típus is képviselve van a Néprajzi Múzeum gyűjteményében az 1896-os kiállítás anyagából.”
A trianoni békeszerződés előtt Krassó-Szörény vármegye Boksánbányai járásához tartozott. 1910-ben 1838 lakosából 1793 román, 33 német, 8 magyar volt. Ebből 1797 görög keleti ortodox, 38 római katolikus volt.

## Források

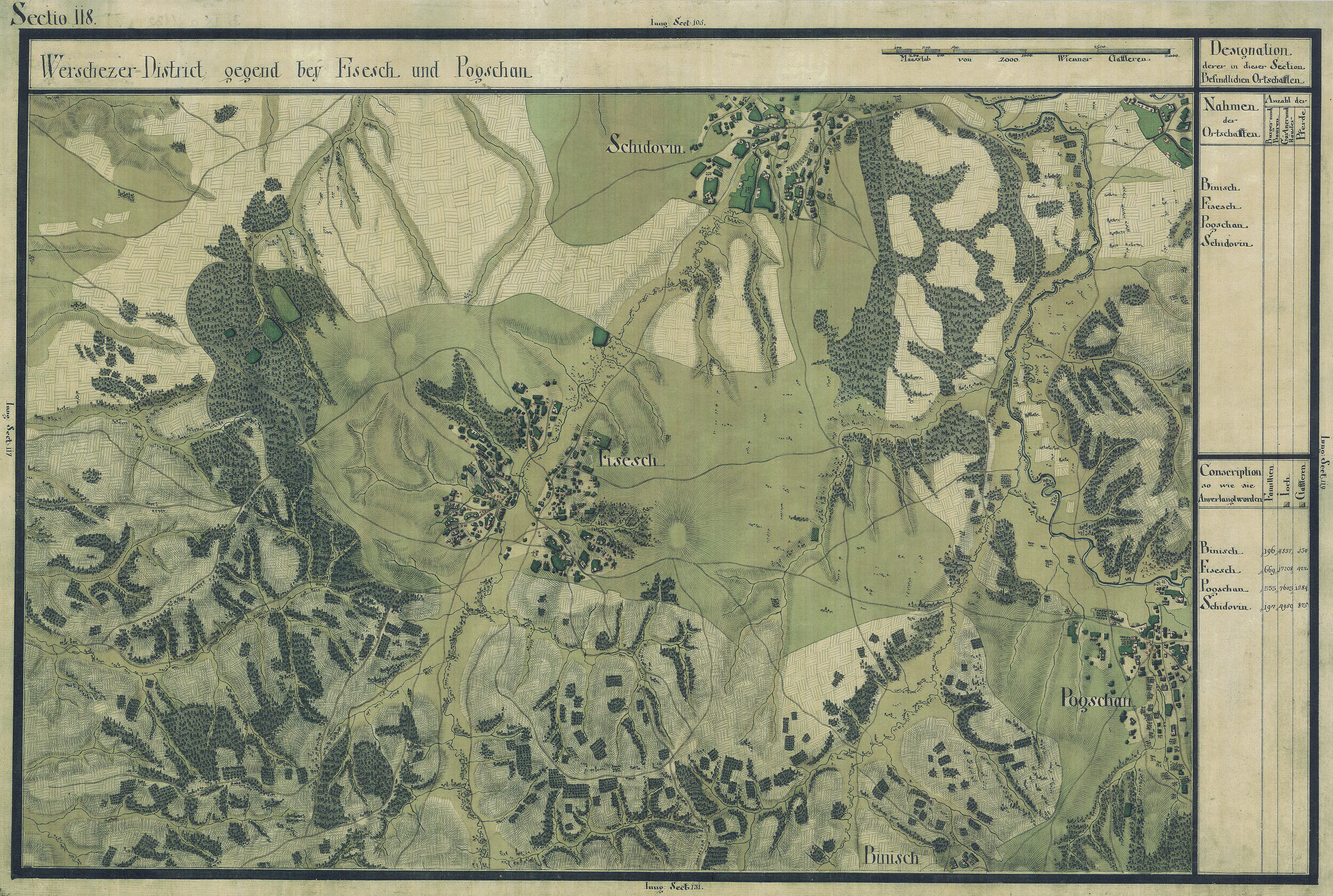
Bényes egy régi térképen